# وتلتسکا
وتلتسکا (به لاتین: Vatolatsaka) یک سکونتگاه مسکونی در ماداگاسکار است که در آتسیمو-آندرفانا واقع شده‌است.

## خصوصیات
وتلتسکا ۱۴٬۰۰۰ نفر جمعیت دارد و ۳۰۸ متر بالاتر از سطح دریا واقع شده‌است.